# Waiblingen
Waiblingen település Németországban, azon belül Baden-Württembergben. Lakosainak száma 55 917 fő (2023. december 31.).

## Városrészei
A következő településeket beolvasztattak városába: 

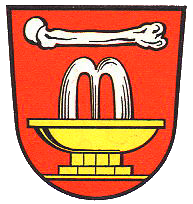
Beinstein
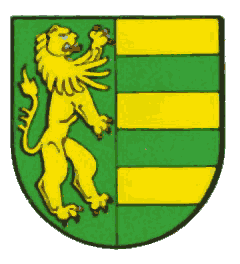
Bittenfeld
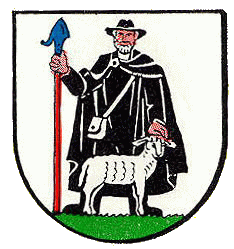
Hegnach
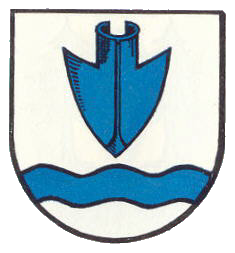
Hohenacker
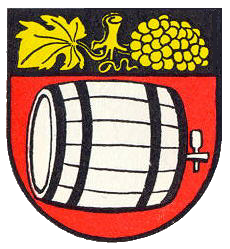
Neustadt an der Rems

## Története
1250 körül Waiblingen kapta meg a városi jogokat.

## Népesség
A település népessége az elmúlt években az alábbi módon változott:
| Lakosok száma | 34 870 | 41 593 | 44 956 | 45 200 | 45 603 | 50 164 | 51 666 | 52 790 | 52 845 | 55 917 |
|               | 1961   | 1968   | 1974   | 1981   | 1987   | 1994   | 2000   | 2007   | 2013   | 2023   |

## Itt született
- 1933: Heinz Aldinger, labdarúgó-játékvezető
- 1951: Manfred Winkelhock, †1985, autóversenyző
- 1960: Joachim Winkelhock, autóversenyző
- 1971: Bernd Mayländer, autóversenyző
- 1982: Nadine Krause, kézilabda-játékos.

### Söhne und Töchter der Stadt
- 1933, 7. Januar, Heinz Aldinger, ehemaliger Bundesliga-Schiedsrichter
- 1951, 6. Oktober, Manfred Winkelhock, † 12. August 1985 in Toronto (Kanada), ehemaliger Formel-1-Rennfahrer
- 1960, 24. Oktober, Joachim Winkelhock, ehemaliger DTM-Autorennfahrer
- 1971, 29. Mai, Bernd Mayländer, Rennfahrer und Safety-Car-Pilot in der Formel 1, wohnhaft in Schorndorf
- 1982, 25. März, Nadine Krause, Handballspielerin und 2006 Welthandballerin